# Мюллер-Тургау

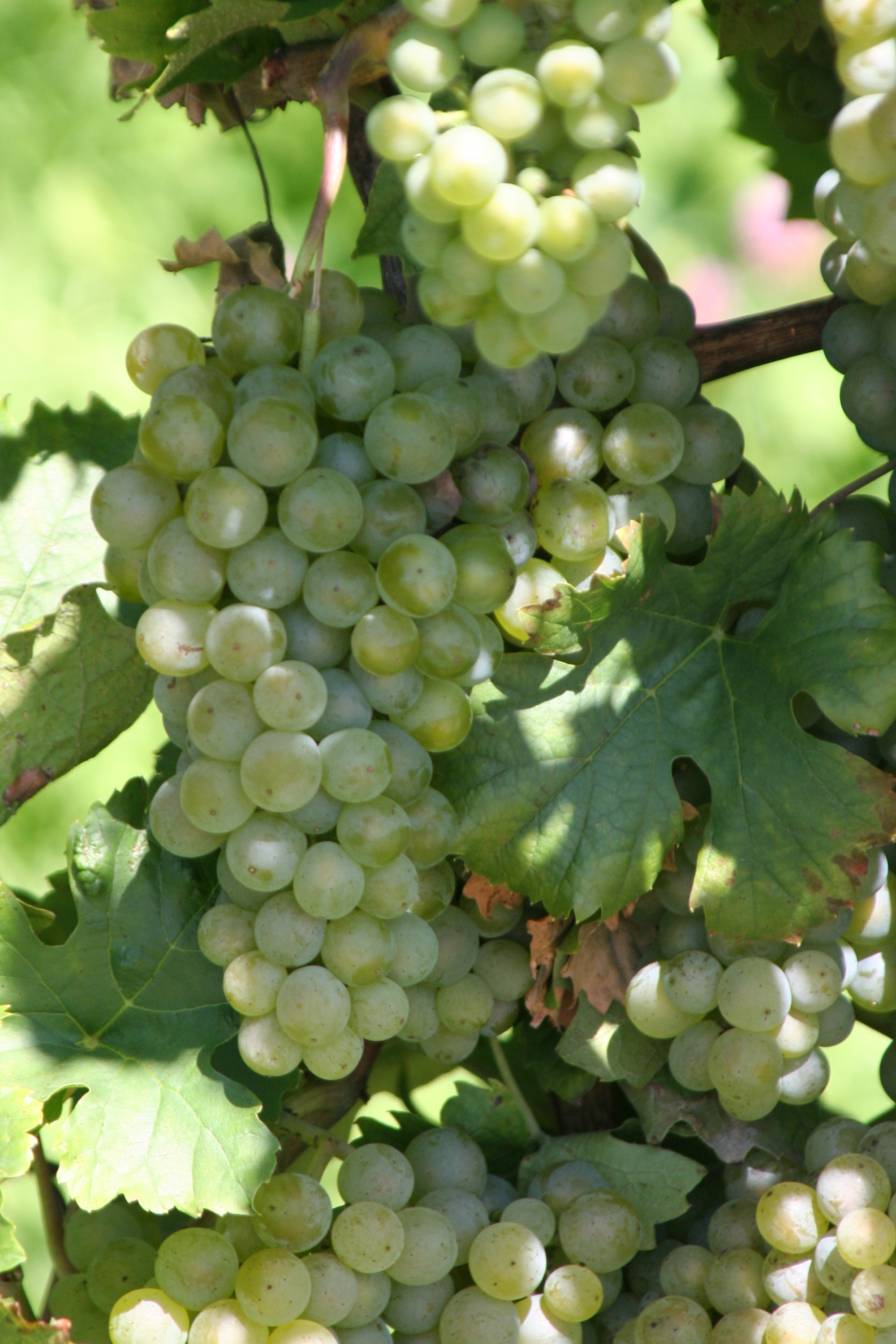
Гроно Мюллер-Тургау

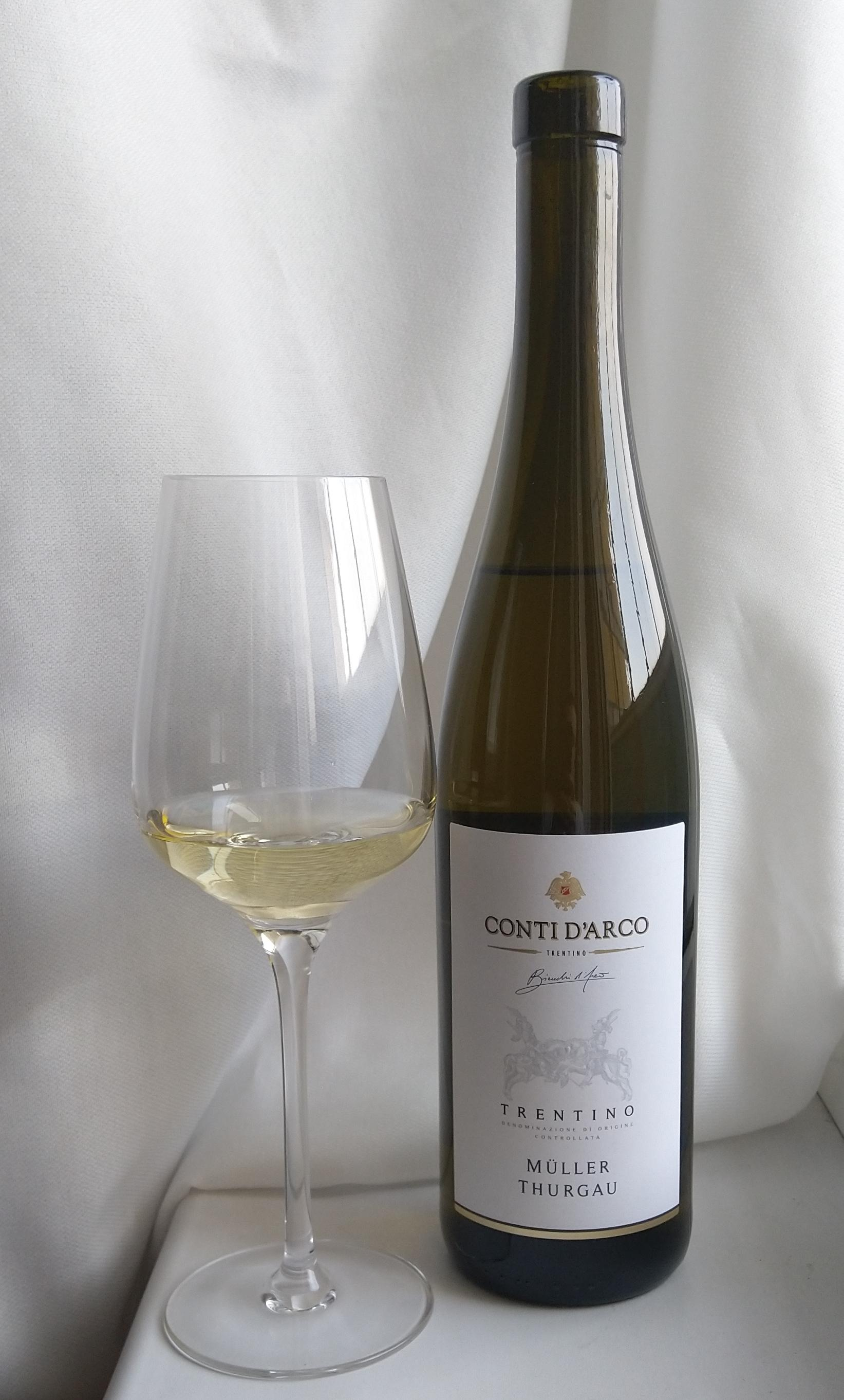
Італійське вино з Мюллер-Тургау

Мюллер-Тургау («нім. Müller-Thurgau») або Риванер («нім. Rivaner») — технічний сорт білого винограду. Основні площі виноградників розташовані у Німеччині. Вирощується також у Австрії, Швейцарії, Італії, Новій Зеландії, Закарпатській області України та інших країнах.

## Історія
Мюллер-Тургау був створений у 1882 році у Гайзенгаймі швейцарським ботаніком Германом Мюллером з кантону Тургау шляхом гібридизації сортів Рислінг та Мадлен Рояль. У XX сторіччі був досить популярним та комерційно успішним сортом, але зараз витісняється сортами з більш якісними характеристиками сусла.

## Характеристики сорту
Ранньостиглий сорт, врожай достигає при сумі активних температур 2780 °C. Лист середнього розміру, сильнорозсічений, п'ятилопатевий, на нижній частині є опушення. Гроно середнього або великого розміру, середньої щільності, конічне або циліндроконічне. Квітка двостатева. Ягоди жовто-зелені, округлі, з мускатним присмаком. Середня маса 100 ягід — 160-180 г. Шкірка товста, сік безкольоровий, цукристість соку досить висока, 19-23 г/100 мл, кислотність низька, 4,5-6,2 г/л. Сорт нестійкий до мілдью, оїдіуму сірої гнилі. Пошкоджується філоксерою та іншими шкідниками. Мюллер-Тургау невибагливий до ґрунтів, але ґрунт повинен мати достатньо вологи..

## Характеристики вина
З Мюллер-Тургау виробляються як моносортові, так і купажні вина. Сортові вина часто мають солодкий персиковий аромат, на смак вино зазвичай відрізняється низькою кислотністю (але кислотність може бути й гарно вираженою, це залежить від виробника) та фруктовими нотами. Таке вино зазвичай вживають молодим, за винятком вин з північної Італії (регіон Трентіно-Альто-Адідже), де поєднання старої лози та крутих схилів виноградників народжує якісні вина з гарним потенціалом до витримки. Вино гарно поєднується з м'якими сирами та стравами з морепродуктів.